# Ги Бургундский (граф де Брионн)
Ги Бургундский или Ги де Брионн (фр. Gui de Brionne, Gui de Bourgogne; ум. после 1069) — граф де Брионн в 1040—1049/1050, второй сын графа Бургундии Рено I и Аделаиды Нормандской.

## Биография
От матери, дочери герцога Нормандии Ричарда II, Ги получил права на Нормандское герцогство. После смерти в 1035 году герцога Роберта Дьявола Ги был среди претендентов на титул, но он не имел в то время никаких владений в Нормандии и поэтому не смог получить серьёзной поддержки.
После 1035 года Ги остался в Нормандии, где стал другом Вильгельма Нормандского, незаконнорождённого сына Роберта Дьявола, который был признан в 1035 году герцогом Нормандии. Благодаря этой дружбе, Ги в 1040 году получил принадлежавшие ранее Жильберу де Бриону, убитому в 1039 году, богатые земли вокруг замков Брионн и Вернон с титулом графа.
Однако дружба с Вильгельмом не помешала Ги поднять в 1047 году восстание против герцога. Мятеж поддержали богатые землевладельцы из Западной Нормандии — виконт Котантена Нигель II де Сен-Совер, виконт Байё Ранульф I, а также ряд других более мелких сеньоров.
Вильгельм ничего не смог противопоставить восставшим и был вынужден бежать из Нормандии. Он обратился за помощью к королю Франции Генриху I, который, озабоченный положением своего вассала, находившегося в очень тяжёлом положении, решил помочь. Король собрал армию и в 1047 году вторгся в область Имуа, где соединился с немногочисленными отрядами, набранными Вильгельмом в Нормандии. В долине Дюн (к юго-востоку от Кана) армию встретили восставшие, которые успели переправиться через реку Орну. В начавшейся битве при Валь-эс-Дюн герцог Вильгельм проявил себя как храбрый воин. При этом мятежники были дезорганизованы тем, что на сторону Вильгельма перешёл один из баронов — Ральф II Тессон. В результате битвы армия мятежников была разбита, остатки бежали за реку Орну, при этом многие утонули при переправе.
Король Генрих I после победы вернулся в свои владения, а Вильгельм продолжил преследование баронов, многие из которых смогли бежать. Ги Бургундский, хотя и был ранен, смог увести достаточно большой отряд с поля битвы и укрыться в замке Брионн. Взять замок сходу Вильгельму не удалось, осада длилась почти три года, и всё это время Брионн представлял угрозу для герцогства. Только в конце 1049 или начале 1050 года Ги сдался. Ему была сохранена жизнь, но он лишился своих владений в Нормандии и был вынужден её покинуть.
Первоначально Ги поселился при дворе графа Анжу Жоффруа II Мартела, но потом перебрался в Бургундское графство, где в течение 10 лет боролся против старшего брата Гильома I, пытаясь сместить его.
Последний раз Ги упоминается в исторических источниках в 1069 году.